# Archibald Hamilton, 5. Baronet
Sir Charles Edward Archibald Watkin Hamilton, 5. Baronet (* 10. Dezember 1876; † 18. März 1939 in Selsey, Sussex) war ein britischer Adliger und Militär. Er erweckte einiges Aufwesen damit, dass er 1924 zum Islam konvertierte und sich fortan Sir Abdullah Hamilton, 5. Baronet, nannte.

## Leben
Er war der ältere Sohn des Sir Edward Hamilton, 4. Baronet (1843–1915) aus dessen Ehe mit Mary Elizabeth Gill (um 1843–1912).
1897 trat er als Second Lieutenant des Royal Sussex Regiment in die British Army ein. Er wurde Assistant Military Representative des 35th Regimental District.
1897 heiratete er in erster Ehe Olga Mary Adelaide FitzGeorge (1877–1928), Tochter des Rear-Admiral Sir Adolphus Augustus Frederick FitzGeorge (1846–1922), Sohn des Prince George, 2. Duke of Cambridge. Mit ihr hatte er einen Sohn, George Edward Archibald Augustus FitzGeorge-Hamilton (1898–1918), sowie eine Tochter (* 1902), die am Tag ihrer Geburt starb. Die Ehe wurde 1902 geschieden.
In zweiter Ehe heiratete er 1906 Algorta Marjory Blanche Child (um 1890–1927). Die Ehe blieb kinderlos und wurde 1908 geschieden.
Beim Tod seines Vaters erbte er 1915 dessen Adelstitel als 5. Baronet, of Marlborough House in the County of Southampton und 3. Baronet, of Trebinshun House in the County of Brecon.
1924 konvertierte er zum Islam und nannte sich fortan Abdullah Hamilton. Die Konversion war mit einer inneren Kritik an der Römisch-katholischen und der Anglikanischen Kirche verbunden, die nach seiner Meinung nicht die wahre Lehre Jesu Christi wiedergaben. Im Anschluss schrieb er eine Reihe von Texten zu seiner Bewunderung für den Islam.
1927 heiratete er in dritter Ehe Lilian Maud Austen († 1964), die ebenfalls konvertierte und sich fortan Miriam nannte. Die Ehe blieb kinderlos.
Da sein einziger Sohn als Flight-Lieutenant des Royal Flying Corps 1918 kinderlos im Ersten Weltkrieg gefallen war, fielen seine Adelstitel bei seinem Tod, 1939, an seinen jüngeren Bruder Sydney Hamilton (1881–1966).